# Des Lacs River
Der Des Lacs River (in den Vereinigten Staaten) oder Riviere Des Lacs (in Kanada) ist ein ca. 170 km langer rechter Nebenfluss des Souris River in der kanadischen Provinz Saskatchewan und im US-Bundesstaat North Dakota.

## Flusslauf
Der Fluss entspringt im Südosten von Saskatchewan, 4 km nördlich der US-Grenze auf einer Höhe von etwa 560 m. Er fließt anfangs 7 km in östlicher Richtung und mündet in das obere Ende des 47 km langen Upper Des Lacs Lake, dessen obere 4,5 km in Kanada liegen. Das Des Lacs National Wildlife Refuge erstreckt sich entlang dem Stausee. Unterhalb des Upper Des Lacs Lake fließt der Des Lacs River 2,6 km zum oberen Ende des 3,5 km langen Middle Des Lacs Lake. An dessen Ostufer liegt die Kleinstadt Kenmare. Nach weiteren 3,4 km erreicht der Fluss den 4,5 km langen Lower Des Lacs Lake. Die unteren 90 km fließt der Des Lacs River in südöstlicher Richtung. Dabei weist er ein stark mäandrierendes Verhalten mit zahlreichen Flussschlingen und Altarmen auf. Er passiert die Orte Donnybrook, Carpio und Foxholm, bevor er bei Burlington, 10 km nordwestlich von Minot, in den Souris River mündet. Der U.S. Highway 52 folgt ab 20 km südlich der US-Grenze dem Flusslauf bis zur Mündung.

## Hydrologie
Am Pegel bei Foxholm, 25 km oberhalb der Mündung, umfasst das Einzugsgebiet 2432 km². Das effektive Einzugsgebiet umfasst an dieser Stelle lediglich 1396 km². Die Jahresabflüsse schwanken stark. Der mittlere Abfluss liegt bei 0,94 m³/s.